# Masato Matsuura
Masato Matsuura (松浦 勝人, Matsuura Masato), né le 1er octobre 1964 à Yokohama, alias Masato Max Matsuura ou Max Matsuura, est un homme d'affaires et producteur de musique japonais réputé dans son pays, président de l'importante firme musicale Avex Group, dont le label avex trax. Il a lancé et produit de nombreuses stars de la pop au Japon, notamment Ayumi Hamasaki. Il n'est pas lié à la chanteuse homonyme Aya Matsūra.
En aout 2004, Masato Matsuura annonce son départ d'Avex à la suite d'un différend avec le président de la compagnie de l'époque, Tom Yoda, qui voulait diversifier les activités du groupe. Plusieurs de ses artistes menacent alors de quitter le label avec lui en signe de soutien, dont Hamasaki la star du moment, provoquant une chute de l'action du groupe à la bourse de Tokyo. En conséquence, Yoda quitte son poste, et Matsūra est nommé président à sa place en septembre suivant.